# Marko Pajtak
Marko Pajtak (Ladanje Gornje kraj Varaždina, 25. srpnja 1944.) je hrvatski rukometaš. Po struci je nastavnik tjelesnog odgoja i biologije.
Od 1949. živi u Bjelovaru. Školuje se u Bjelovaru - Gimnazija, Pakracu i Zagrebu gdje studira.
S 14 godina počeo je igrati rukomet kao vrstan vratar u RK Grafičar u Bjelovaru, RK Partizanu Bjelovar i drugim kao što su: RK Mladost (Bjelovar). 
Proslavio se kao vratar RK Partizan iz Bjelovara i RK Mladost iz Bjelovara 1963.
1963. godine od tadašnjeg saveznog kapetana Ivana Snoja dobiva pozivnicu za nastupe u omladinskoj reprezetaciji Jugoslavije. Za nju je nastupao na raznim turnirima. Poslije 1963., odlazi raditi u Novu Raču gdje radi u Osnovnoj školi "Ivo Lola Ribar" Nova Rača kao nastavnik tjelesne i zudravstvene kulture i neprekidno odgaja mlade rukometaše s kojima nastupa na mnogobrojnim Državnim i drugim prvenstvima za Osnovne škole.
Utemeljitelj je rukometnog kluba 1970. Fenor u Novoj Rači i njegov prvi trener.  
Za svoj rad i doprinos rukometu dobio je nagrade grada Bjelovara i Republičke nagrade.